# ユルグ
ユルグ（Yurugu）とは、西アフリカのドゴン族の神話に登場する銀狐である。
至高神アンマは、自身の創造した女体の大地と交わろうとした。この時、白蟻の塚（陰核の象徴）が起き上がってたちはだかった（大地の男性性の主張）が、アンマはそれをへし折り大地と交わった。 そのために、事物のあるべき性質を意味する双子ではなく、創造の過程に生じた躓き・無秩序を象徴した単独の存在であるキツネ、ユルグが生まれた。 
別の説では、ユルグは宇宙の卵から先に生まれ出て、卵黄を盗み宇宙を支配しようと企んだ。しかし卵黄に残っていた双子の姉妹ヤシギはそれを望まず、彼女はアンマの手によりノンモ達の元へ隠された。仕方なくユルグは自らを生み出した卵と近親相姦することにした。すると卵黄は黄色く堅い乾いた大地へと変じた。この近親相姦は宇宙創造の機構を脅かす行為だったので、アンマはノンモの一人を犠牲にして宇宙中へその破片をばら蒔いた。ユルグは逃げ出して、今では青白い狐の姿で荒地を支配しているという。